# Stari most u Mostaru
Stari most u Mostaru preko rijeke Neretve je UNESCO-ova svjetska baština koji je, kada je izgrađen, bio je najveća lučna konstrukcija na svijetu. Dao ga je sagraditi 1566. godine Sulejman Veličanstveni, a graditelj je bio Mimar Hajrudin. Srušen je tijekom Rata u Bosni i Hercegovini 1993. godine, a obnovljen nakon rata i ponovno otvoren za javnost 23. srpnja 2004. godine.

## Odlike
Stari most ima izražen luk širok 4 metra i 30 metara dug koji svojom visinom od 24 metra, na najvišem mjestu, dominira rijekom Neretvom. S oba kraja završava s jednim obrambenim tornjem, Hellebija na sjeveroistoku i Tara na jugozapadu, koji se zajedno nazivaju "mostari" (carinici na mostu po kojima je grad dobio ime). Luk je napravljen od lokalnog kamena "tenelija", a njegov oblik je proizvod mnogih nepravilnosti koje su nastale deformacijom intradosa (unutarnje linije luka). On se može opisati kao kružnica koja je s obje strane pritisnuta. Umjesto temelja, most počiva na vapnenčkim upornjacima koji se na razini rijeke nastavljaju zidinama koje nose tornjeve. Upornjaci su visoki 6,53 metra (za vrijeme ljetnog vodostaja), a luk od njih započinje dekorativnom simom visokom 32 cm, od nje je luk mosta visok 12,02 metra.
S obzirom na to da su mnogi podaci o njegovoj izgradnji misterij, poput pitanja kako je bila podignuta njegova drvena konstrukcija, kako je kamen transportiran na lokaciju, te kako su drveni potpornji izdržali devetogodišnju izgradnju, on se može smatrati jednim od najvećih arhitektonskih dostignuća svog vremena.

## Povijest
Most je naručio osmanski sultan Sulejman Veličanstveni 1557. godine kako bi zamijenio stari drveni viseći most koji se pokazao nestabilnim. Izgradnja je započela iste godine i trajala je devet godina, što se može pročitati iz natpisa na mostu koji za godinu završetka navodi 974. godinu po islamskom kalendaru (oko 1567.).
Malo je stvarnih podataka o njegovoj gradnji i sačuvane su samo legende o graditelju Hajrudinu, učeniku velikog turskog arhitekta Sinana. On je navodno pod prijetnjom smrću, u slučaju neuspjeha, morao izgraditi ovaj most. Prema legendi, arhitekt se spremao za svoj pogreb na dan skidanja drvene konstrukcije.

### Rušenje mosta
Tijekom Bošnjačko-hrvatskog sukoba u Mostaru, most je predstavljao jedinu vezu između istočne obale Neretve, pod nadzorom Armije BiH i manjeg dijela grada na desnoj obali koji je također bio pod bošnjačkim nadzorom. Srušio ga je HVO 9. studenog 1993. godine, a sam trenutak rušenja snimile su televizijske kamere. Dana 6. travnja 2023. pojavio se novi snimak sniman sa brda Hum koji u kontinuitetu prati putanje više od 50 projektila koje ispaljuje tenk HVO-a.

#### Presuda
Tužiteljica Haaškog tribunala Carla Del Ponte u početnoj optužnici protiv Šestorice od 2. ožujka 2004. optužila je postrojbe Herceg-Bosne/HVO za rušenje Starog mosta. Predsjedatelj Sudskog vijeća, Jean-Claude Antonetti, tijekom postupka je u siječnju 2010. rekao da nije dokazano[pojasniti] da je HVO srušio Stari most, a ostao je šokiran činjenicom da tužiteljstvo nije dovelo vojnike iz tenka koji je navodno pucao po mostu kako bi oni dali informacije jesu li pucali i ako jesu, po čijoj naredbi. U prvostupanjskoj presudi tročlano Sudsko vijeće je, uz suprotno mišljenje predsjedatelja Antonettija, zaključilo da je rušenje mosta "predstavljalo neproporcionalnu štetu iako ga je Armija BiH koristila, pa je zato za HVO bio legitiman vojni cilj", zbog čega su osuđeni i Milivoj Petković i Slobodan Praljak. I po drugostupanjskoj presudi Stari most bio je legitiman vojni cilj, a u odnosu na prvostupanjske presude osuđujuće odluke vezane za "neproporcionalnu štetu" ukinute su. Pretresno vijeće Međunarodnog kaznenog suda za bivšu Jugoslaviju je zaključilo u presudi "Prlić i ostali" (IT-04-74) da je "jedan tenk snaga HVO-a otvarao paljbu na Stari most tijekom cijelog dana 8. studenoga 1993. i da do večeri taj most samo što se nije srušio. Pretresno vijeće također je zaključilo da je Stari most bio od bitne važnosti za borbena djelovanja te da je u vrijeme napada, predstavljao vojni cilj, glede toga da bi njegovo uništenje praktično u potpunosti onemogućilo daljnju opskrbu postrojba ABiH. Kako je razaranje Starog mosta osudilo neke stanovnike na gotovo potpunu izolaciju i prouzrokovalo duboke psihološke posljedice kod muslimanskog stanovništva u Mostaru, Pretresno vijeće zaključilo je da su posljedice razaranja bile nesrazmjerne konkretnoj i neposrednoj vojnoj prednosti koja se od tog razaranja očekivala. Pretresno vijeće također je zaključilo da je HVO razorio Stari most za oslabiti moral muslimanskog stanovništva, pa je zaključilo da su snage HVO-a počinile bezobzirno razaranje koje nije opravdano vojnom nuždom."

#### Revizionizam
Hrvatski mediji nastavili su iznositi tvrdnje da su most srušile postrojbe Armije RBiH, poglavito koristeći se dokazima koje je Slobodan Praljak na osobnoj stranici objavio gdje je iznio osobne analize na osnovu video snimaka rušenja koji su do tog nadnevka bili dostupni. Povjesničari Holm Sundhaussen i Marie-Janine Čalić odbacili su takve poglede i mišljenja su da je most srušen granatiranjem HVO-a. Martin Coward opisao je rušenje kao čin "ubijanja sjećanja" tj. memoricida, u kojemu se zajedničko kulturno naslijeđe namjerno uništavalo.

### Obnova
Ronioci su našli ostatke Starog mosta. Most je 2004. obnovljen.

## Skokovi sa Starog mosta
Skokovi sa Starog mosta tradicionalno su natjecanje u skokovima u vodu koje se organizira svake godine krajem srpnja. Skokovi u vodu izvode se u dvije kategorije: na noge i na glavu (lasta). U skokovima na noge poželjno je da skakač prilikom ulaska u vodu napravi što manji pljusak (štrâp) dok je u skokovima na glavu obrnuto.

## Galerija
- Stari most 1900. godine
- Stari most 1930. godine
- Stari most 1974. godine
- Stari most tijekom obnove 2001. godine
- Skok sa Starog mosta 2011. godine

## Vanjske poveznice
- Detaljni stručni članci o obnovi Starog mosta (na engleskom)